# Каменный край
Каменный край — второй студийный альбом советской группы «Автограф», выпущенный в июле 1989 года.

## Об альбоме
«Каменный край» ознаменовал собой поворот группы от монументального прогрессивного рока к хитовому AOR'у американской модели. Несмотря на такие перемены в музыке «Автографа», в альбоме всё ещё присутствуют сложные аранжировочные построения.

## Коммерческий успех
Выпуск альбома привёл к очередному всплеску популярности «Автографа» — было продано более 2,2 миллиона экземпляров «Каменного края», а радио «Юность» регулярно транслировало все десять композиций, включённых в CD-версию альбома.

## Признание
Журнал Play включил «Каменный край» под номером 36 в свой список «Лучшая музыка в СССР», состоящий из 85-ти записей. Обозреватель журнала Всеволод Баронин высказал мнение, что «Каменный край» является редким образцом «отечественного альбома эпохи краха социализма», полностью прошедшего проверку временем: по словам критика, «качество материала и уровень продюсирования и сейчас могут считаться труднодостижимым здесь эталоном». В другом материале, названном «Даёшь „красный рок“!» и посвящённом истории «Автографа», Баронин назвал альбом «легендарным», попутно отметив, что многие эксперты расценивают «Каменный край» как работу, «спасшую честь здравомыслящей отечественной рок-школы в самый трудный для неё час».

## Список композиций
Все тексты написаны Сергеем Патрушевым, кроме отмеченных, вся музыка написана группой «Автограф», кроме отмеченных.
| №   | Название                                                                                 | Длительность |
| --- | ---------------------------------------------------------------------------------------- | ------------ |
| 1.  | «Город»                                                                                  | 4:03         |
| 2.  | «О, мой мальчик»                                                                         | 4:23         |
| 3.  | «Я люблю» (текст - Виктор Михалин)                                                       | 5:30         |
| 4.  | «Странник»                                                                               | 5:30         |
| 5.  | «Казённый демон»                                                                         | 4:40         |
| 6.  | «Колокол»                                                                                | 4:23         |
| 7.  | «Мастер»                                                                                 | 5:20         |
| 8.  | «Камень»                                                                                 | 4:23         |
| 9.  | «Амур (бонус CD-1990)» (музыка - Виктор Михалин, Артур Беркут)                           | 4:57         |
| 10. | «Мир в себе (бонус CD-1990)» (музыка - Александр Ситковецкий, текст - Маргарита Пушкина) | 5:19         |

| №   | Название                         | Длительность |
| --- | -------------------------------- | ------------ |
| 11. | «Так бывает» (Александр Маришин) | 4:58         |
| 12. | «Амур (первая версия)»           | 4:56         |

## Участники записи
- Артур Беркут — вокал
- Сергей Мазаев — вокал, саксофон
- Александр Ситковецкий — гитара
- Леонид Гуткин — бас-гитара
- Виктор Михалин — барабаны, программирование
- Руслан Валонен — клавишные инструменты, программирование
- Игорь Замараев и Руслан Валонен — звукорежиссёры
- Иван Евдокимов — ассистент звукорежиссёра
- Аллен Рой Скот и Майкл Макдональд — продюсеры песни «Я люблю» (студия «TRAX», Лос-Анджелес, 1988)